# Grammodes occulta
Grammodes occulta är en fjärilsart som beskrevs av Emilio Berio 1956. Grammodes occulta ingår i släktet Grammodes och familjen nattflyn. Inga underarter finns listade i Catalogue of Life.